# Сенека-Гарденс (Кентуккі)
Сенека-Гарденс (англ. Seneca Gardens) — місто (англ. city) в США, в окрузі Джефферсон штату Кентуккі. Населення — 674 особи (2020).

## Географія
Сенека-Гарденс розташована за координатами 38°13′41″ пн. ш. 85°40′35″ зх. д. / 38.22806° пн. ш. 85.67639° зх. д. (38.228037, -85.676395).  За даними Бюро перепису населення США в 2010 році місто мало площу 0,40 км², з яких 0,40 км² — суходіл та 0,00 км² — водойми.

## Демографія
Згідно з переписом 2010 року, у місті мешкало 696 осіб у 292 домогосподарствах у складі 206 родин. Густота населення становила 1755 осіб/км².  Було 302 помешкання (762/км²).
Расовий склад населення:
| - 97,1 % — білих - 1,6 % — чорних або афроамериканців - 0,4 % — азіатів |

До двох чи більше рас належало 0,7 %. Частка іспаномовних становила 1,4 % від усіх жителів.
За віковим діапазоном населення розподілялося таким чином: 21,8 % — особи молодші 18 років, 62,3 % — особи у віці 18—64 років, 15,9 % — особи у віці 65 років та старші. Медіана віку мешканця становила 48,3 року. На 100 осіб жіночої статі у місті припадало 91,2 чоловіків;  на 100 жінок у віці від 18 років та старших — 89,5 чоловіків також старших 18 років.
Середній дохід на одне домашнє господарство  становив 130 084 долари США (медіана — 102 188), а середній дохід на одну сім'ю — 157 102 долари (медіана — 130 833). Медіана доходів становила 86 250 доларів для чоловіків та 98 000 доларів для жінок. За межею бідності перебувало 0,6 % осіб, у тому числі 0,0 % дітей у віці до 18 років та 0,0 % осіб у віці 65 років та старших.
Цивільне працевлаштоване населення становило 306 осіб. Основні галузі зайнятості: освіта, охорона здоров'я та соціальна допомога — 32,4 %, науковці, спеціалісти, менеджери — 17,6 %, фінанси, страхування та нерухомість — 12,4 %, роздрібна торгівля — 8,2 %.